# Iglesia del Corpus Christi (Nesvizh)

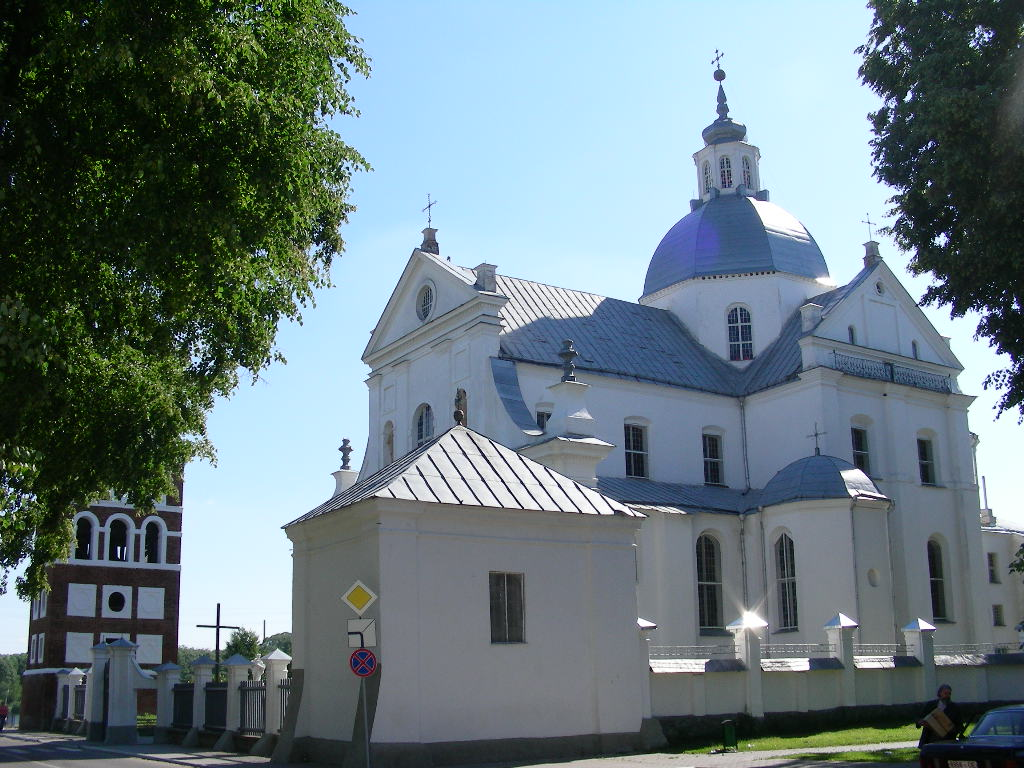
Vista lateral de la iglesia

La iglesia del Corpus Christi (en bielorruso: Касцёл Цела Божага (Фарны)) es una iglesia barroca localizada en Nesvizh, en Bielorrusia. Fue una de las primeras iglesias de este estilo arquitectónico construidas en la Europa del Este —en la entonces República de las Dos Naciones (1569-1795)— y conforma la cripta de la familia real Radziwiłł.
Está inscrita como Patrimonio de la Humanidad de la Unesco, dentro del «Conjunto cultural, arquitectónico y residencial de la familia Radziwiłł» desde el año 2005.

## Historia y arquitectura

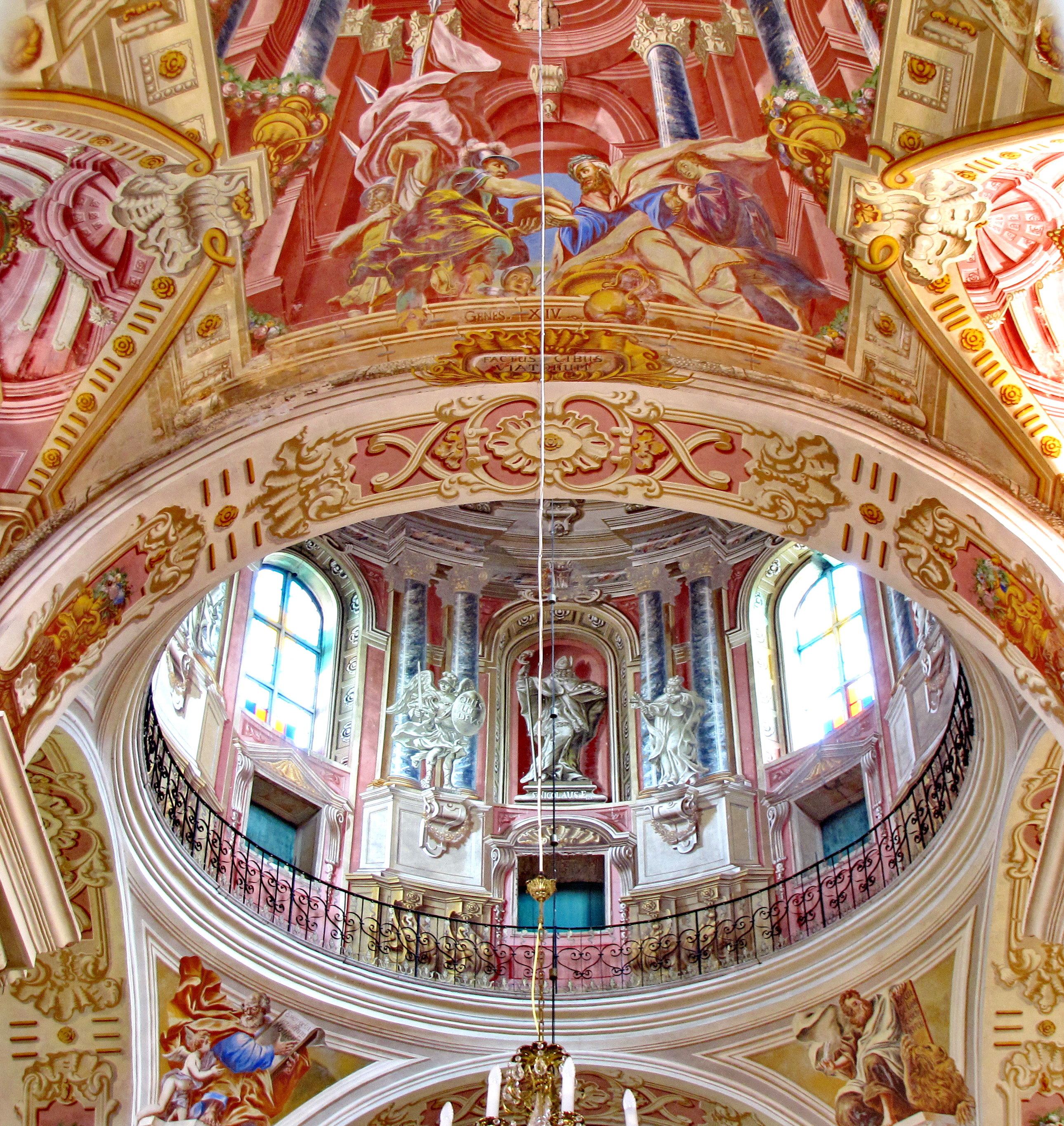
Vista interior de la cúpula

Fue construida entre los años 1584 y 1593 por el arquitecto italiano Giovanni Maria Bernardoni, un jesuita establecido en Polonia, para los miembros de su orden, poco tiempo después de firmarse la Unión de Lublin. Se edificó inspirándose en la iglesia del Gesù de Roma, siguiendo el estilo barroco italiano.
La iglesia presenta una planta de tres naves con un ábside. Está coronada en el centro por una cúpula sobre la que se levanta una linterna. La fachada presenta dos plantas con elementos verticales y horizontales.
El interior de la iglesia se encuentra profusamente decorado con elementos arquitectónicos y pinturas en pared y techo. El altar mayor está coronado con una representación de la última cena de mediados del siglo XVIII.